# پل وست‌مینستر
پل وست‌مینستر (به انگلیسی: Westminster Bridge) یک پل روی تیمز در لندن است.
این پل که در تاریخ ۲۴ مه ۱۸۶۲ به بهره‌برداری رسیده دارای ۲۵۰ متر طول و ۲۶ متر عرض می‌باشد.

## نگارخانه

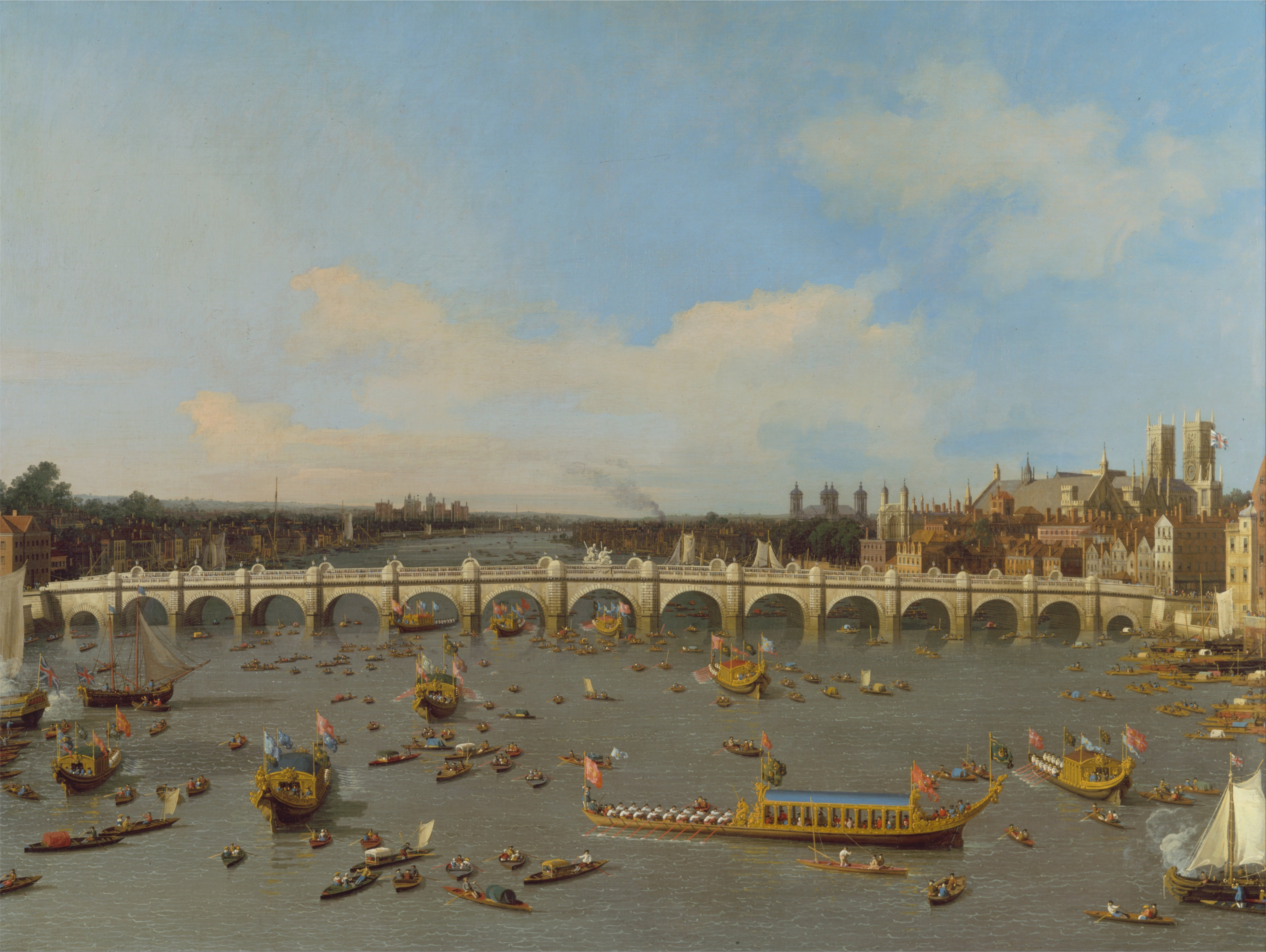
نقاشی اولین پل وست‌مینستر اثر کانالتو، ۱۷۴۷
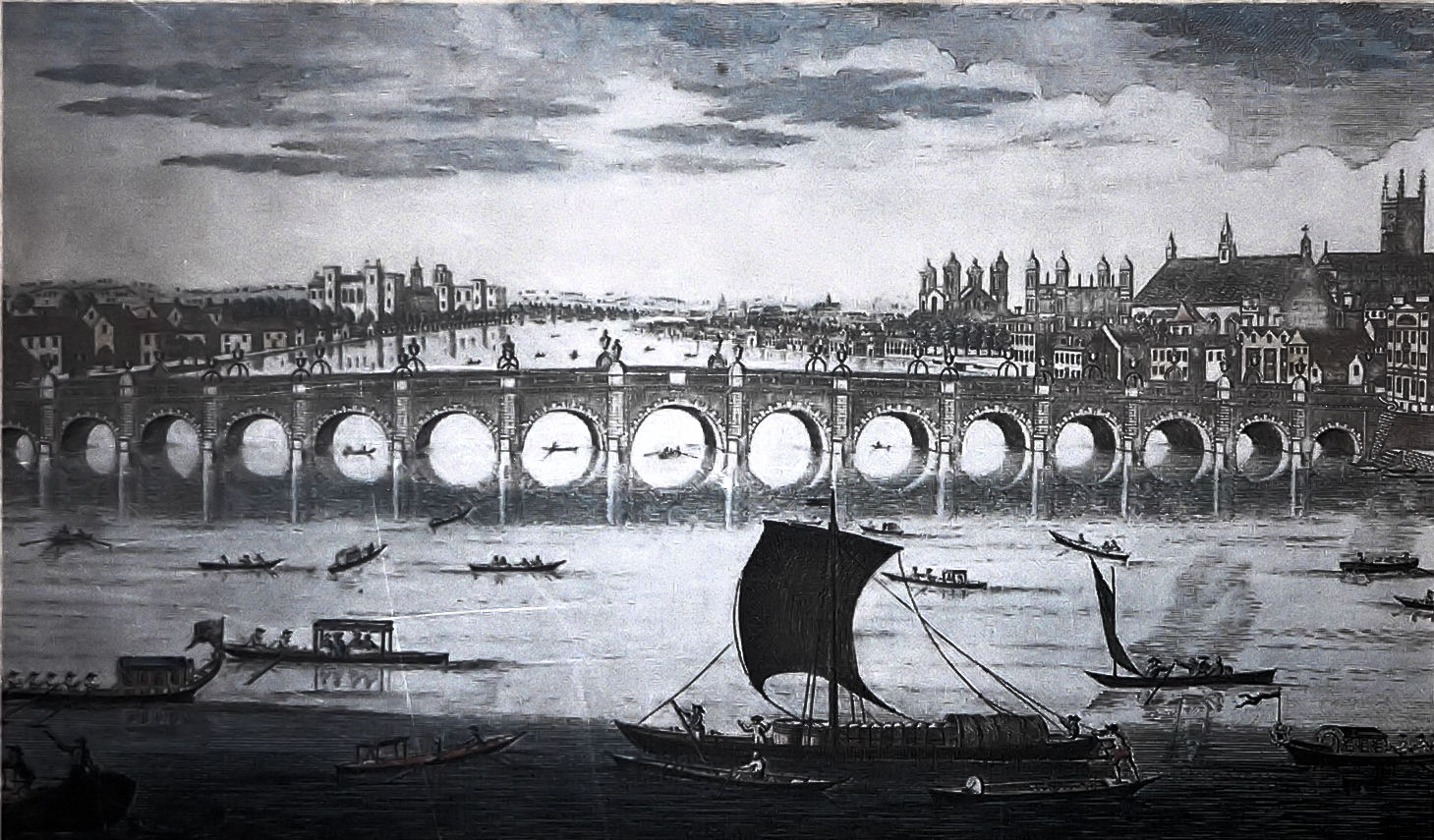
نقاشی پل وست‌مینستر، ۱۷۵۰
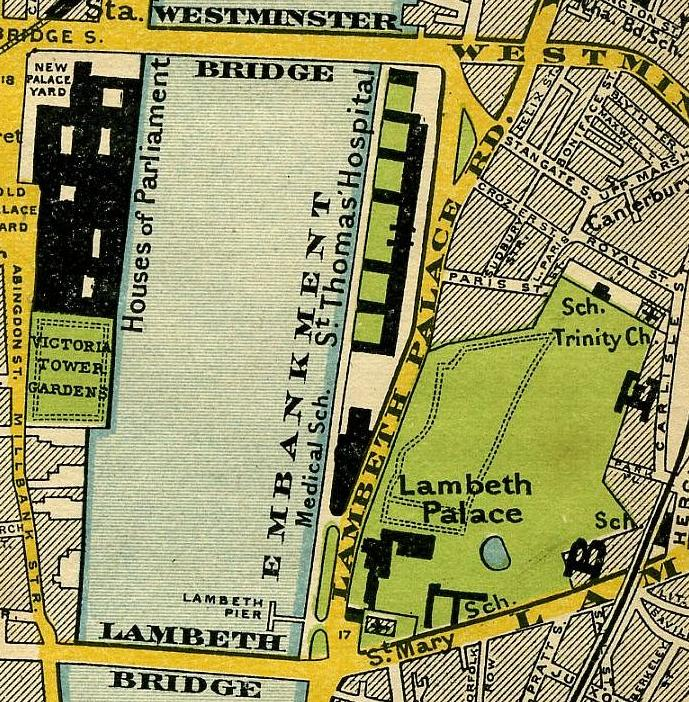
پل وست‌مینستر در نقشه ۱۸۹۷
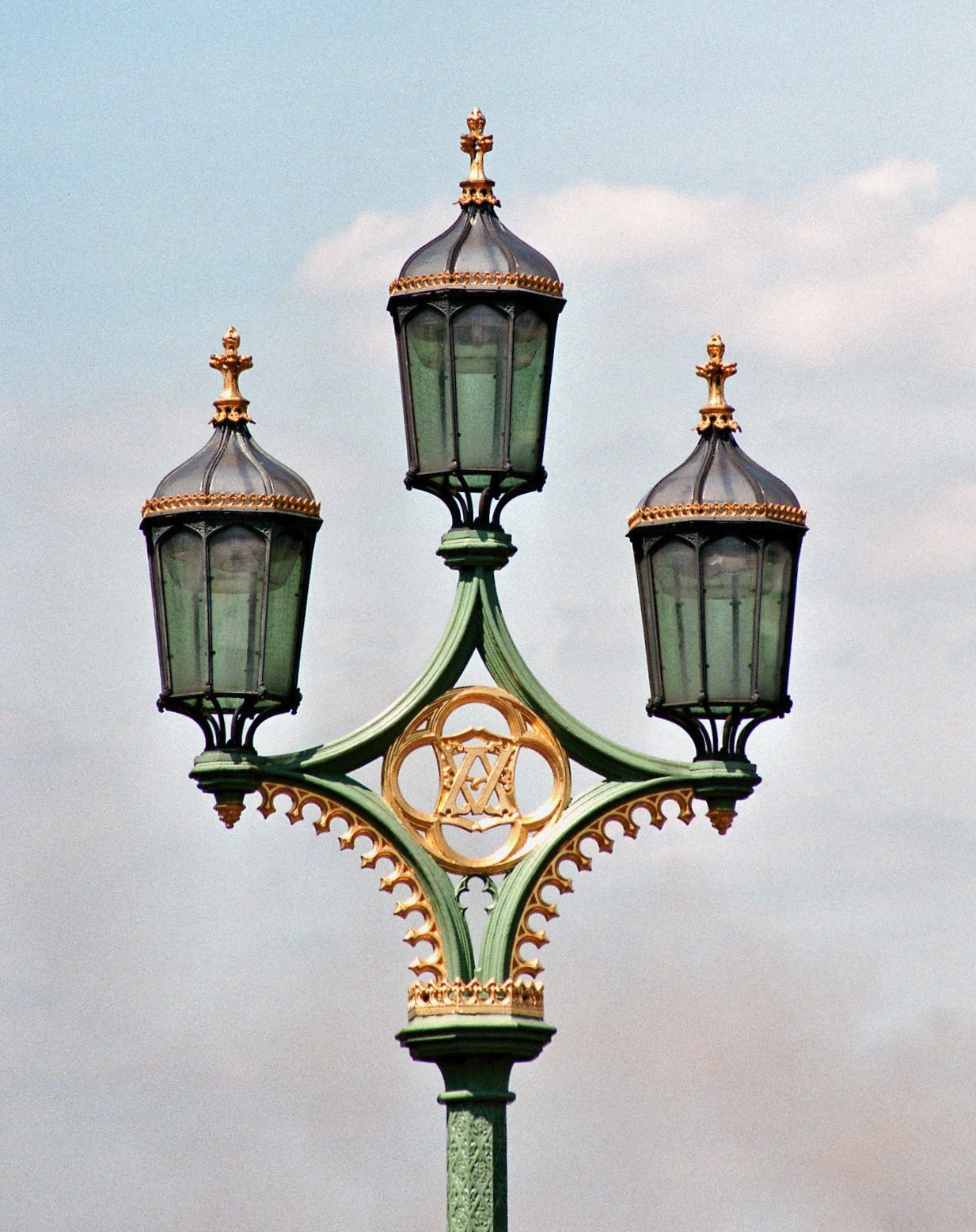
چراغ‌های پل
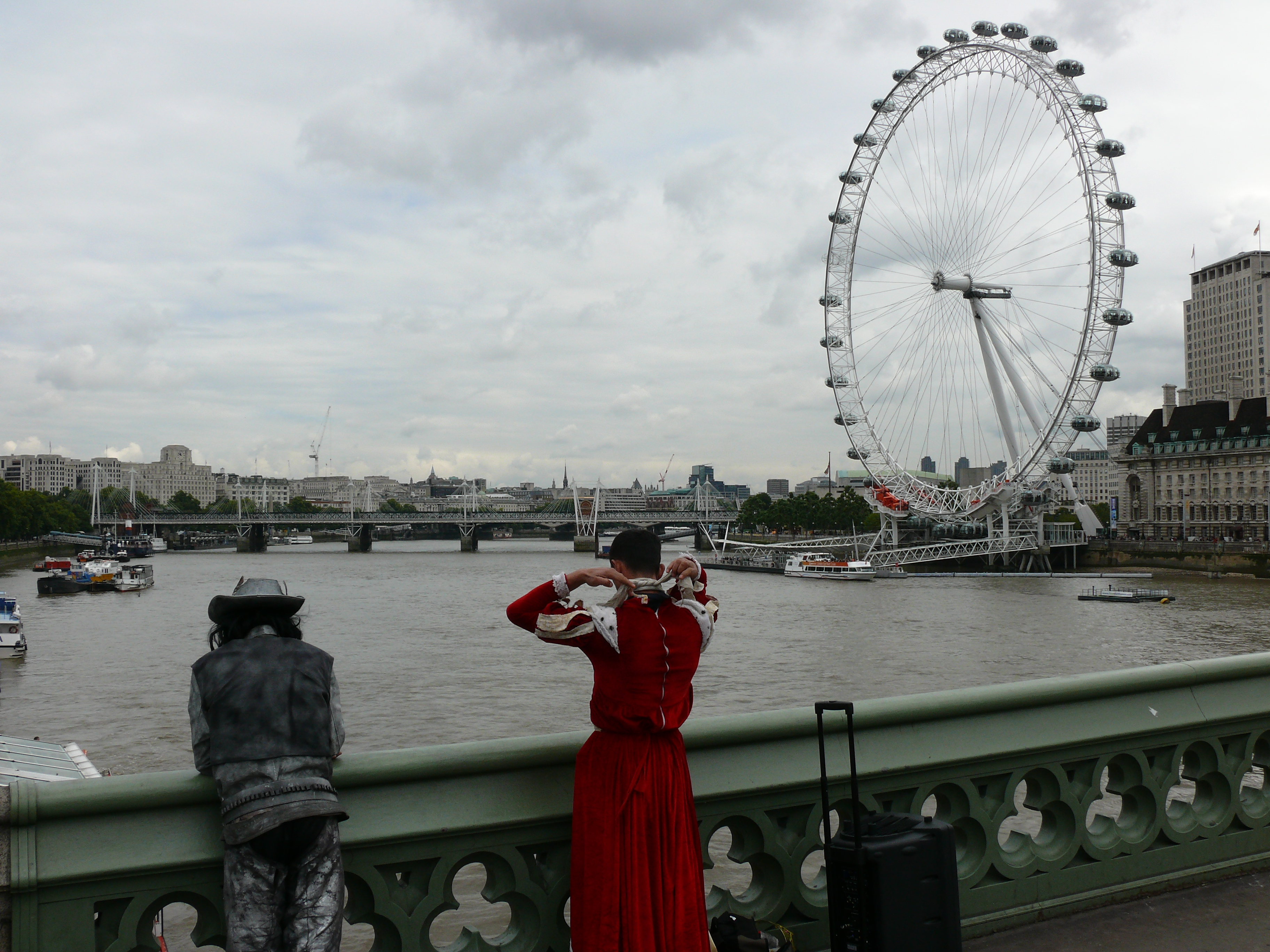
هنرمندان خیابانی بر روی پل وست‌مینستر
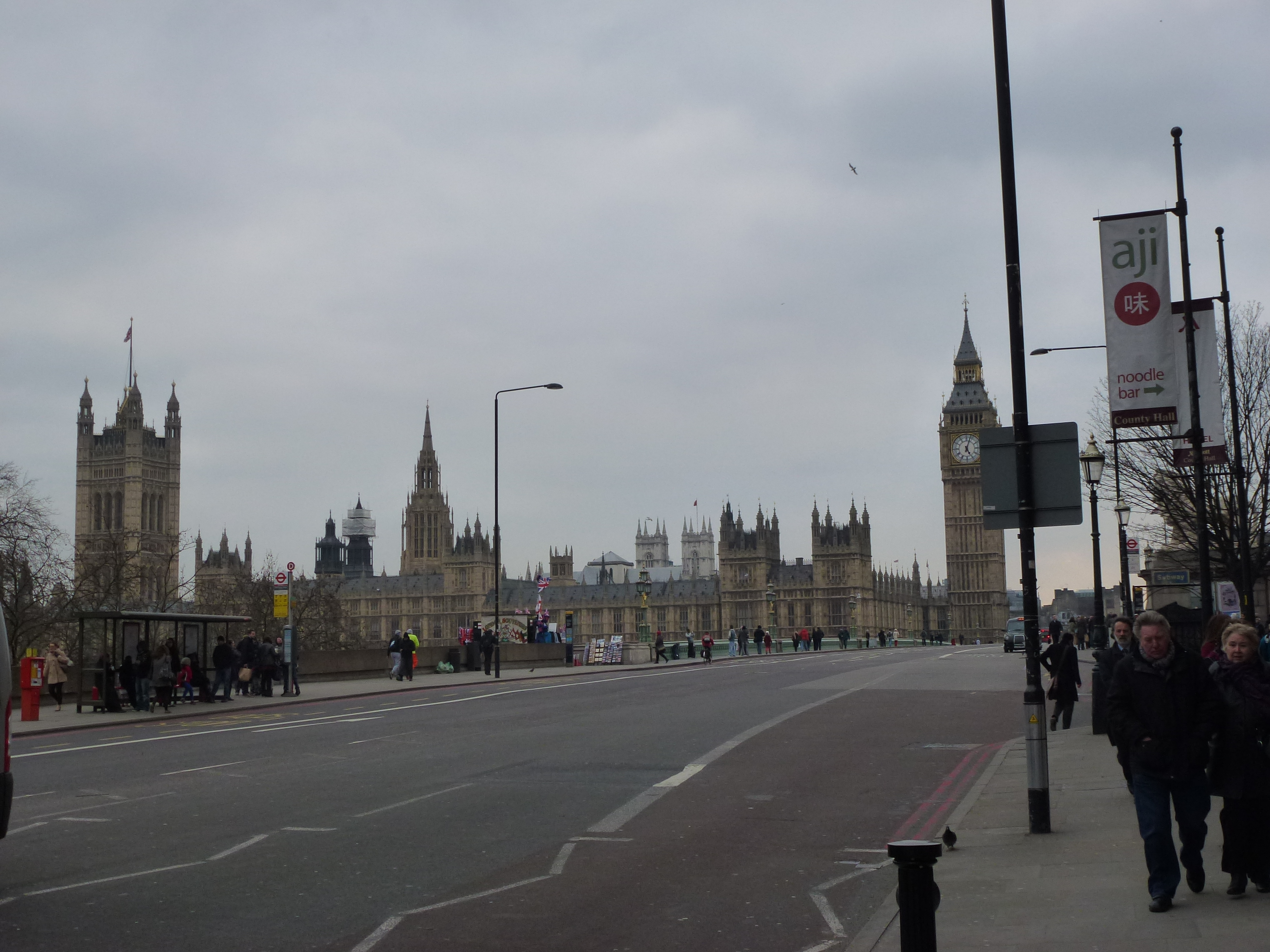
روی پل
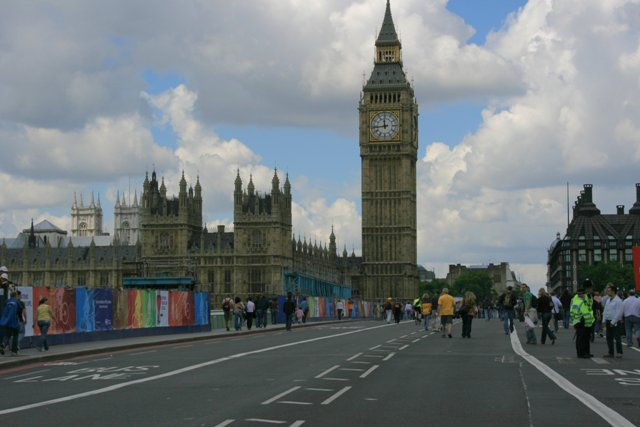
روی پل